# The Graduate
The Graduate, soundtrack till filmen Mandomsprovet med musik av Paul Simon och Dave Grusin och med Simon & Garfunkel, utgivet 21 januari 1968 på skivbolaget Columbia Records. 
Albumet som befäste Simon and Garfunkels positioner som världsartister består till hälften av Simon & Garfunkel-låtar och den andra hälften innehåller bakgrundsmusik från filmen komponerad av Dave Grusin. 
Den enda Paul Simon-kompositionen som skrevs speciellt till filmen var "Mrs. Robinson", som förekommer i två olika versioner på albumet. Ingen av dessa är dock den fullständiga versionen som i juni 1968 placerade sig överst på Billboards singellista och som finns med på albumet Bookends, utan båda är strax över minuten långa versioner. Övriga Simon & Garfunkel-låtar på albumet hade redan förekommit på albumen "Sounds of Silence" och "Parsley, Sage, Rosemary and Thyme" (båda från 1966), fast i flera fall är versionerna på The Graduate nyinspelade.
Albumet nådde Billboard-listans 1:a plats.
På englandslistan nådde albumet 3:e platsen i november 1968.

## Låtlista
Sida 1
1. Simon & Garfunkel – "The Sound of Silence" (Paul Simon) – 3:06 (#1)
2. Dave Grusin – "The Singleman Party Foxtrot"(David Grusin) – 2:52
3. Simon & Garfunkel – "Mrs. Robinson" (instrumental) (Paul Simon) – 1:12
4. Dave Grusin – "Sunporch Cha-Cha-Cha" (David Grusin) – 2:53
5. Simon & Garfunkel – "Scarborough Fair/Canticle" (Interlude) (folkvisa arrangerad av Simon & Garfunkel) – 1:41 (#11)
6. Dave Grusin – "On The Strip" (David Grusin) – 2:00
7. Simon & Garfunkel – "April Come She Will" (Paul Simon) – 1:50
8. Dave Grusin – "The Folks" (David Grusin) – 2:27

Sida 2
1. Simon & Garfunkel – "Scarborough Fair/Canticle" (folkvisa arrangerad av Simon & Garfunkel) – 6:22 (#11)
2. Dave Grusin – "A Great Effect" (David Grusin) – 4:06
3. Simon & Garfunkel – "The Big Bright Green Pleasure Machine" (Paul Simon) – 1:46
4. Dave Grusin – "Whew" (David Grusin) – 2:10
5. Simon & Garfunkel – "Mrs. Robinson" (instrumental) (Paul Simon) – 1:12
6. Simon & Garfunkel – "The Sound of Silence" (Paul Simon) – 3:08 (#1)

Singelplacering i Billboard inom parentes. Placering i England=UK.

## Medverkande
Musiker
- Paul Simon – sång, gitarr
- Art Garfunkel – sång
- Dave Grusin – piano, keyboard

Produktion
- Teo Macero – producent
- Ray Moore – ljudtekniker